# كاسال فيلينو
كاسال فيلينو (بالإيطالية: Casal Velino)‏ هي بلدة وكومونا في مقاطعة سلرنو بمنطقة كمبانية في جنوب غرب إيطاليا.